# 皮埃尔·埃尔梅
皮埃尔·埃尔梅（法語：Pierre Hermé，法語發音：[pjɛʁ ɛʁme]；1961年11月20日—），法國糕点师，出生于法国科尔马。他14岁开始糕点制作生涯，彼时师从加斯東·勒諾特。24岁时，他已是糕点主厨。1986至1995年间，他任职馥颂（Fauchon）首席糕点师，1997至1998年间，他任职拉迪雷（Ladurée）首席糕点师。之后，他和合伙人夏尔·兹纳蒂（Charles Znaty）一同创立了皮埃尔·埃尔梅糕点坊（La Maison Pierre Hermé Paris）。1998年，其首家门店于东京开幕，在2002年与拉迪雷的合同到期之后才开办在巴黎的第一家饼店。糕点坊的经营范围涵盖巧克力、糖果、果酱、面包以及糕点。
皮埃尔·埃尔梅以创意夹心口味的杏仁小圆饼著称，其中最著名的是混合玫瑰、荔枝和覆盆子的“伊斯法罕”（法語：Ispahan）口味。
皮埃尔·埃尔梅摈弃对糕点过度或多余的装饰，坚持“像使用盐一样使用糖，即通过调味来赋予糕点细致独特的风味”。他定期重新审视自己的食谱，并发掘新的可能性，由此对自己创作的糕点进行持续的改进。皮埃尔·埃尔梅创作的糕点也给他带来了诸多荣誉，《时尚 (杂志)》赞其“糕点毕加索”，《食物和酒》称之“糕点挑战者”，《巴黎竞赛报》赞其“先锋糕点师和味觉魔术师”，《纽约时报》更称他为“厨房皇帝”。

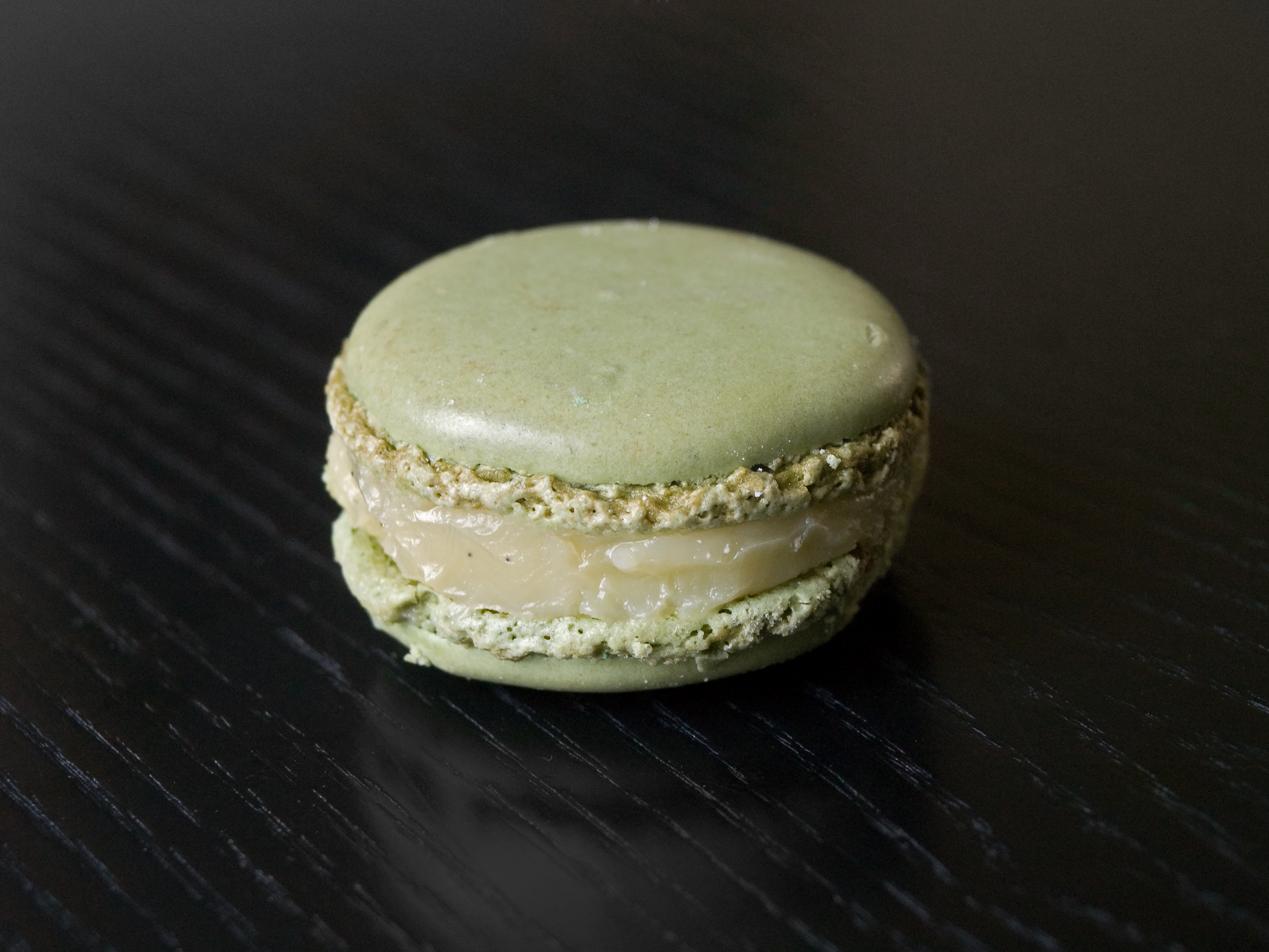
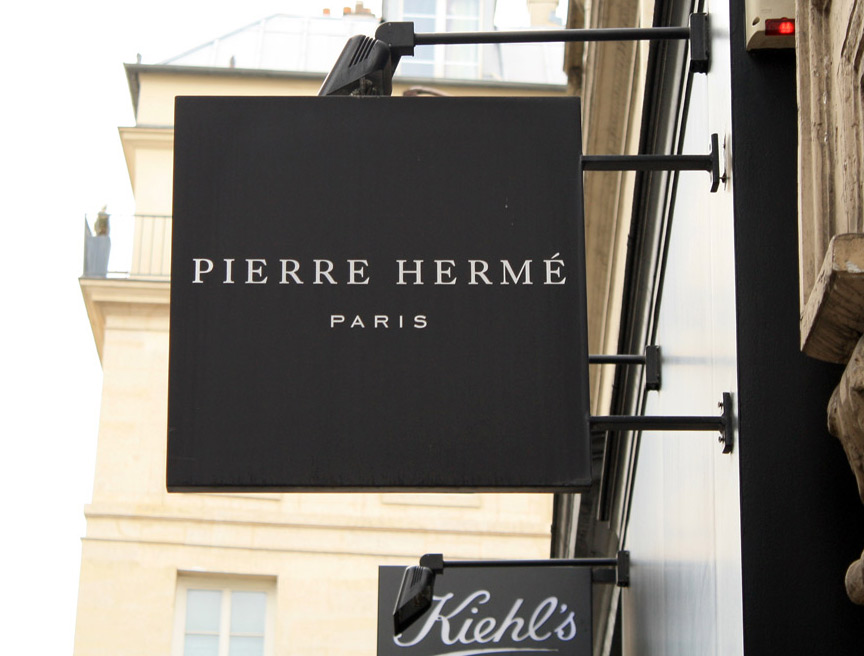